# Türkischer Nationalismus

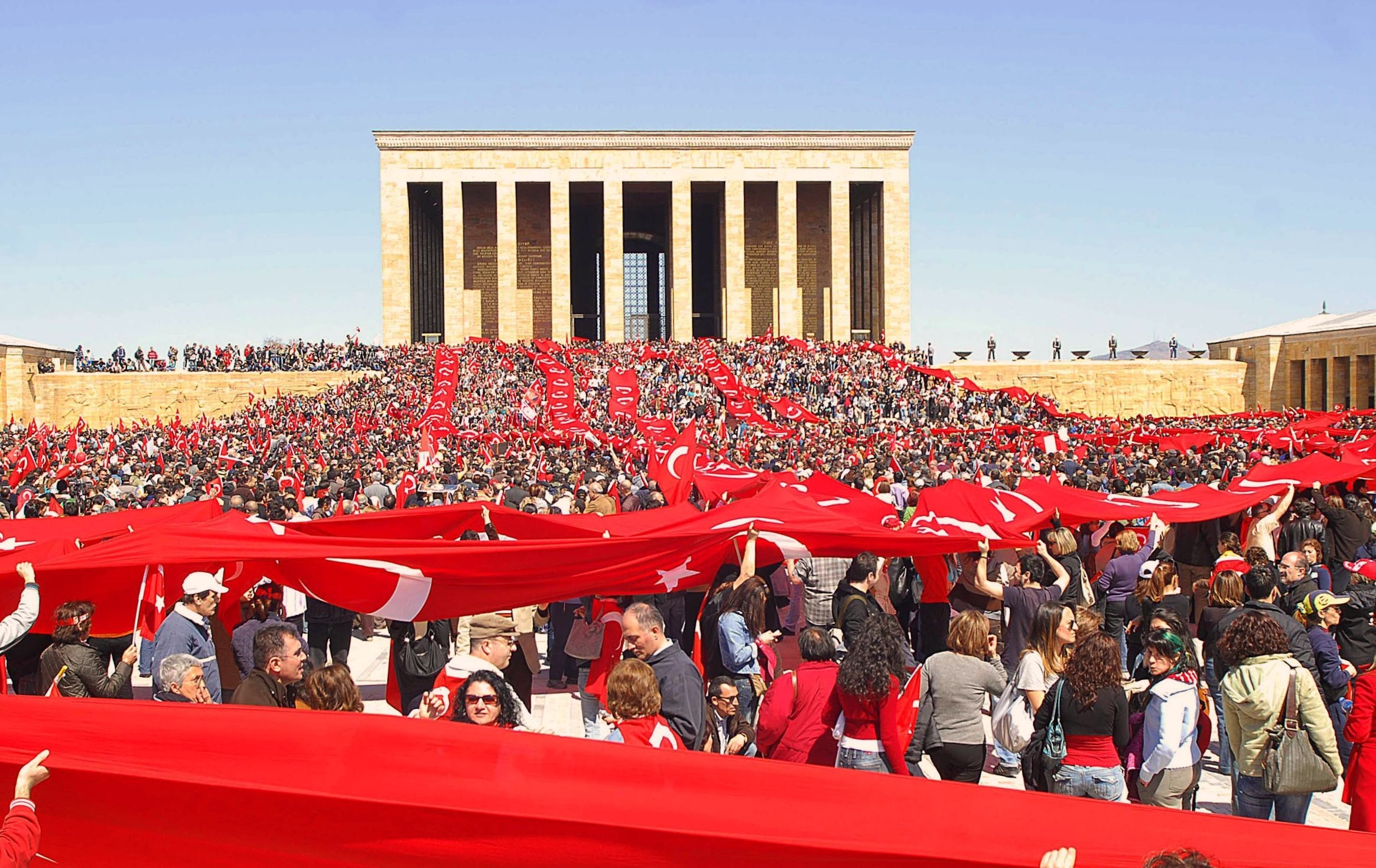
Mausoleum von Mustafa Kemal Atatürk, dem Anführer des Türkischen Befreiungskriegs und Gründer der modernen Türkei

Türkischer Nationalismus (türkisch Türk milliyetçiliği) ist eine Ideologie, die das Türkentum, die türkische Sprache, den türkischen Staat und Mustafa Kemal Atatürk verehrt. Er ist sowohl im linken als auch im rechten politischen Spektrum der Türkei zu finden und vor allem dem staatsbürgerlichen, ethnischen und inklusiven Nationalismus zuzuordnen. Einer der sechs Pfeile des Kemalismus, der Gründungsideologie der Türkei und das Leitprinzip der Republikanischen Volkspartei (CHP), steht für Nationalismus.
In Artikel 2 der Verfassung der Republik Türkei ist die Türkei u. a. als ein dem Nationalismus nach Atatürk verbundener Staat definiert.
Eines der Themen der nationalistischen Politik ist die Leugnungshaltung zum Völkermord an den Armeniern und an den Aramäern sowie zur Vertreibung der Pontosgriechen. Die „Beleidigung des Türkentums“ stand gemäß Artikel 301 des türkischen Strafgesetzbuches unter Strafe.

## Geschichte
Bereits im 19. Jahrhundert fand die Idee des Turanismus bzw. die Vorstellung eines Pantürkischen Staates im Osmanischen Reich Anhänger. Das Jungtürkische Triumvirat verfolgte später eine Politik, welche die Verbreitung dieser Ideologie zum Ziel hatte. Unter den Jungtürken wird besonders Enver Pascha als die Person hervorgehoben, die am meisten von einem „Turanischen Reich“ träumte.

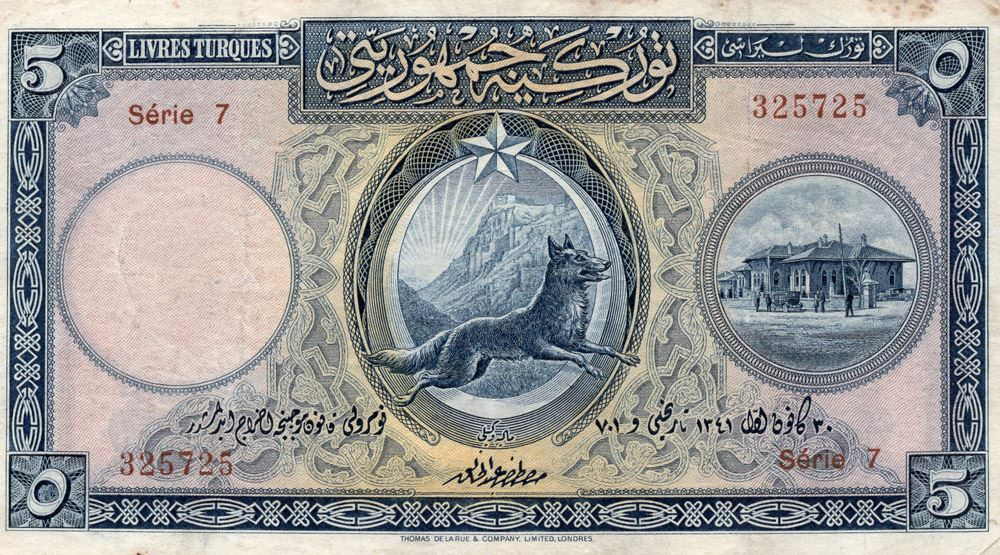
Die Wölfin Asena auf der 5-Lira-Note der ersten Serie (ab 1927)

Mit dem Türkischen Befreiungskrieg und seinem Protagonisten, Mustafa Kemal Atatürk, entflammte eine neue Welle des Türkischen Nationalbewusstseins. So wurden die Sonnensprachtheorie propagiert, Reformen der Sprache durchgeführt und die Türkische Geschichtsthese gelehrt. So meinte İsmet İnönü in einem Zeitungsartikel am 31. August 1930: „In diesem Land verfügt nur die türkische Nation über das Recht, völkische Ansprüche zu erheben. Ansonsten hat niemand ein derartiges Recht.“ Und sein Justizminister Bozkurt äußerte sich wenig später folgendermaßen: „Wer nicht von rein türkischer Abstammung ist, hat in diesem Land nur ein Recht: Diener zu sein, Sklave zu sein.“ Turanismus oder Bemühungen um einen Pantürkischen Staat lehnte Atatürk ab.
Mit den Parlamentswahlen 1954 war mit der Nationspartei (MP) zum ersten Mal eine Partei im Parlament vertreten, die sich in erster Linie als nationalistisch betrachtete. Eines der Parteimitglieder, Alparslan Türkeş, wurde später zum Gründer der Partei der Nationalistischen Bewegung (MHP), der Grauen Wölfe und des Idealismus und gilt somit als ein Begründer des türkischen Rechtsextremismus.

## Varianten

### Kemalismus
Einer der sog. „sechs Pfeile“ (türkisch Altı Ok) des Kemalismus, der vom Staatsgründer Mustafa Kemal Atatürk angewandten Politik und Gründungsideologie der Türkei, sowie auch Leitprinzip seiner Partei, der Republikanischen Volkspartei (CHP), ist der Nationalismus.
Die kemalistische Revolution brachte ein Ende des osmanischen Millet-Systems, also einer religiös definierten Rechtsordnung. Stattdessen wurde die (türkische) Nationalität aller in der Türkei lebenden hervorgehoben, unabhängig von ihrer Herkunft. Ausdruck findet der kemalistische Nationalismus in einem Leitsatz Atatürks, der unter Türken bzw. in der Türkei weiterhin gegenwärtig ist: Ne mutlu Türk'üm diyene („Glücklich ist derjenige, der sich als Türke bezeichnet“).

### Pan-Turkismus
Der Pan-Turkismus stieß ab den 1880er-Jahren in Aserbaidschan (damals Teil des Russischen Kaiserreichs) und dem Osmanischen Reich auf zunehmende Popularität und hatte sich zum Ziel gesetzt, alle Turkvölker zu vereinen. Er wird als Antwort auf das Aufflammen von Panslawismus, Pangermanismus und Paniranismus interpretiert. Die Bewegung grenzt sich vom Turanismus dahingehend ab, dass sich letzteres auch auf Finno-Ugrier, Mongolen und mandschu-tungusischen Völker bezieht.

### Anatolismus
Eine nationalistische Ideologie, die einen Gegensatz zu Panturkismus/Turanismus stellt, ist der Anatolismus (Anadoluculuk), der Anatolien als Ursprung der türkischen Kultur betrachtet. Als Grundlage hierzu soll die Schlacht bei Manzikert dienen, mit der in Anatolien eine neue Zivilisation entstanden sein soll.

### Türkisch-Islamische Synthese
Die Mutterlandespartei (ANAP) prägte die Türkei mit ihrer Politik der Türkisch-islamischen Synthese in über zehn Jahren (mit einigen Unterbrechungen von 1983 bis 1999), in denen sie den Ministerpräsidenten stellte. Jedoch wurde diese Synthese bereits nach dem Putsch von 1980 von vielen als die vom Staat praktizierte Ideologie wahrgenommen. Auch die Politik der Partei für Gerechtigkeit und Aufschwung (AKP) seit den 2010er-Jahren wird hier eingeordnet.